# Sternoptyx
Sternoptyx is een geslacht van straalvinnige vissen uit de familie van diepzeebijlvissen (Sternoptychidae).

## Soorten
- Sternoptyx diaphana (Hermann, 1781)
- Sternoptyx obscura (Garman, 1899)
- Sternoptyx pseudobscura (Baird, 1971)
- Sternoptyx pseudodiaphana (Borodulina, 1977)